# Screening
Med screening (sållningsundersökningar) avses medicinska undersökningar av individer i en population för att diagnostisera en sjukdom, utan att individerna i populationen uppvisar några symtom på sjukdomen. Avsikten med screening är att hitta sjukdomar hos befolkningen så tidigt att det med behandlingsmetoder går att minska risken för dödsfall och lidande. 
Även om screening kan leda till en tidigare diagnos, har den visat sig vara till nackdel för vissa individer. Överdiagnostisering, feldiagnoser och en falsk känsla av säkerhet är några av de nackdelar som kan uppträda med screening. Av denna anledning måste de tester som utförs i screeningprogrammet, speciellt för ovanligare sjukdomar, vara exakta för att inte skapa mer skada än nytta. Exempel på undersökningar som är tveksamma ur screeninghänseende är PSA-provtagning (prostataspecifikt antigen) för prostatacancer. Undersökningen är förvisso relativt billig, men har såväl låg sensitivitet som låg specificitet i en allmän population. Många tumörmarkörer, som CEA (carcinoembryonalt antigen) som stiger vid koloncancer, har också problem och används huvudsakligen för att undersöka dem som behandlats för sjukdomen.
Screeningprogram som har visat sig vara effektiva för att minska dödlighet i exempelvis bröstcancer är mammografi. Ett annat typ av screeningprogram som har givit gott genomslag är tandläkarbesök. Genom regelbundna tandläkarbesök för att i preventivt syfte undersöka tänderna, kan kariesangrepp upptäckas innan hålen i tänderna blivit alltför stora och fortfarande är lätta att laga. Ett vanligt argument mot att använda screening är att det skapar onödig oro hos dem som undersöks. Ett annat är att andelen falska positiva fynd (det vill säga att man hittar tecken på sjukdom som vid utredning visar sig vara fel) är för stor.
Samtidigt är argumenten för screening att det är kostnadseffektivt för samhället att behandla sjukdomar tidigt i deras förlopp, att det minskar lidandet för den drabbade om behandling kan sättas in tidigt, och att sannolikheten för att behandlingsresultatet blir gott ökar ju tidigare behandlingen sätts in.

## När är screening motiverad?
Screening kan vara kontroversiellt då metoderna riskerar att till exempel feldiagnostisera fall som inte är cancer, samt missa fall av cancer. Detta innebär att en grupp som screenas kommer att få en felaktig cancerdiagnos, eller få reda på en cancer som växer så pass långsamt att den aldrig skulle påverkat dem. Detta medför onödiga operationer med onödiga risker. Världshälsoorganisationen upprättade 1968 ett antal kriterier för vad som är effektiv screening som ibland kallas Wilsons kriterier för screening:
- Det sökta tillståndet bör vara ett viktigt hälsoproblem.
- Det bör finnas en accepterad behandling för de som har sjukdomen.
- Anläggningar för diagnos och behandling bör finnas tillgängliga.
- Det bör finnas ett igenkännbart latent eller tidigt symptomatiskt stadium.
- Det bör finnas ett lämpligt test eller undersökning.
- Testet bör vara godtagbart av befolkningen.
- Naturalförloppet för tillståndet inklusive utveckling från latent till påvisad sjukdom bör vara tillräckligt kartlagt.
- Det bör finnas ett överenskommet regelverk för vilka som behandlas som patienter.
- Kostnaden av att söka efter fall (inklusive diagnos och behandling av patienter som diagnostiseras) bör vara ekonomiskt balanserad i förhållande till möjliga utgifter för sjukvård överlag.
- Sökning efter fall bör vara en fortlöpande process och inte ett "en gång för alla"-projekt.

Världshälsoorganisationen diskuterade och modifierade dessa kriterier år 2008 med avseende på nya genetiska metoder och innefattar i den utformningen följande:
- Screeningprogrammet bör besvara ett känt behov.
- Målsättningen med screening för vara bestämd från början.
- Det bör finnas en bestämd målpopulation.
- Det bör finnas vetenskaplig evidens för att screeningprogrammet är effektivt.
- Programmet bör integrera utbildning, provtagning, kliniska tjänster och programförvaltning.
- Det bör finnas kvalitetssäkring, med mekanismer för att minimera potentiella risker med screening.
- Programmet bör säkerställa informerade val, sekretess och respekt för autonomi.
- Programmet bör främja rättvis fördelning och tillgång till screening för hela målpopulationen.
- Programutvärdering bör planeras från början.
- Fördelarna av screening bör överväga skadan.

## Screeningprogram i Sverige
I Sverige erbjuds allmän hörselscreening av nyfödda sedan 2007
I Sverige rekommenderade Socialstyrelsen 2018 att landstingen och sjukvården i Sverige bör erbjuda screening för följande tillstånd:
- 24 medfödda sjukdomar, screening med PKU-test, för nyfödda barn[4]
- Bröstcancer, screening med mammografi, för kvinnor 40–74 år[4]
- Bukaortaaneurysm, screening med engångsundersökning med ultraljud, för män 65 år[4]
- Livmoderhalscancer, screening med cytologi och HPV-test, för kvinnor 23–64 år[4]
- Svår kombinerad immunbrist (SCID), screening med analys av TREC i blodprov, för nyfödda barn[4]
- Tjock- och ändtarmscancer, screening med test av blod i avföringen, för kvinnor och män 60–74 år[4]

Socialstyrelsen rekommenderade 2018 att det i Sverige inte bör erbjudas screening för:
- Cystisk fibros, screening för nyfödda barn[4]
- Förmaksflimmer, screening med tum-EKG, för kvinnor och män 75 år[4]
- Prostatacancer, screening med PSA-prov med eller utan kompletterande test, för män 50–70 år[4]